# This Is... Icona Pop
This Is... Icona Pop é o segundo álbum de estúdio da dupla sueca Icona Pop. Foi lançado no dia 19 de novembro de 2013.

## Faixas
Lista de faixas:
| N.º            | Título                  | Compositor(es) | Duração |  |
| 1.             | "I Love It"             | Charlotte Aitchison , Patrik Berger , Linus Eklöw | 2:35    |  |
| 2.             | "All Night"             | Caroline Hjelt , Aino Jawo , Brian Lee , Nick Littlemore , Elof Loelv , Jonathan Sloan , Luke Steele                                                                                  | 3:07    |  |
| 3.             | "We Got the World"      | Linus Eklöw , Caroline Hjelt , Aino Jawo , Tove Lo , Elof Loelv , Nicole Morier | 3:07    |  |
| 4.             | "Ready for the Weekend" | Caroline Hjelt , Aino Jawo , Tove Lo , Elof Loelv | 2:40    |  |
| 5.             | "Girlfriend"            | Mikkel Storleer Eriksen , Marvin Harper , Tor Erik Hermansen , Caroline Hjelt , Aino Jawo , Mark Knight , Caweh Passereh , James Reynolds , Ricky Rouse , Tupac Shakur , Tyrone Wrice | 2:51    |  |
| 6.             | "In the Stars"          | Fransisca Hall , Anjulie Persaud , Jarrad "Jaz" Rogers | 3:17    |  |
| 7.             | "On a Roll"             | Kool Kojak , Shellback , Peter Svensson | 3:12    |  |
| 8.             | "Just Another Night"    | Mikkel Storleer Eriksen , Ross Golan , Tor Erik Hermansen , Benjamin Levin , Dan Omelio , Justin Parker                                                                               | 3:09    |  |
| 9.             | "Hold On"               | Mikkel Storleer Eriksen , Benjamin Eli Hanna , Tor Erik Hermansen | 3:18    |  |
| 10.            | "Light Me Up"           | Fransisca Hall , Caroline Hjelt , Aino Jawo , Tove Lo , Elof Loelv , Nick Scapa | 3:20    |  |
| 11.            | "Then We Kiss"          | Jarvis Anderson , Patrik Berger , Caroline Hjelt , Aino Jawo , Markus Krunegård , Elof Loelv                                                                                          | 2:20    |  |
| Duração total: | Duração total:          | Duração total: | 32:56   |  |